# Gabriel Bello Reguera
Gabriel Bello Reguera (Dehesas, León; 1943) es un filósofo español, hermano menor del también filósofo Eduardo Bello Reguera (1940-2010), y especializado en los campos de la ética, el pragmatismo y la bioética.

## Biografía
Licenciado en Filosofía por la Universidad Complutense de Madrid (1967), doctor en Filosofía por la Universidad de La Laguna (1974) y catedrático de Filosofía Ética y Política en este último centro desde 1983, Gabriel Bello ha colaborado a lo largo de su dilatada carrera como investigador en diversas universidades extranjeras, como Virginia (Charlotesville), con el profesor Richard Rorty (de quien ha prologado para el habla castellana su obra El giro lingüístico, editado en Paidós); Toronto, con Gary Brent Madisson o Londres (Birkbek Collage), con Steven Connor. Asimismo ha realizado viajes de investigación en Nueva York y París. Especialista en la obra de Rorty, John Austin, Levinas, Derrida, Habermas y Charles Taylor, en su calidad de docente ha impartido seminarios sobre "ética básica" y "teoría sociológica", si bien en los últimos años su trabajo se ha centrado, fundamentalmente, en la "teoría ética contemporánea" y los "conceptos y problemas éticos". Actualmente preside el Comité de Ética de la Universidad de La Laguna. Ha publicado los siguientes libros: El retorno de Ulises. Sobre competencia ética y supervivencia (1988), La construcción ética del otro (1997, Premio Internacional de Ensayo Jovellanos), El valor de los otros (2006), Postcolonialismo, emigración y alteridad (2007), Emigración y ética. Humanizar y deshumanizar (2011) y El Patriarcoceno. Homo Deus y el algoritmo patriarcal (2025). Ha escrito numerosos artículos sobre “Pragmatismo, neopragmatismo y pragmática”, la “Ética ecológica y bioética”, la “Alteridad e identidad” y la “Ética de Emmanuel Levinas”.

## Obras
Artículos sobre alteridad, identidad y otros problemas éticos de nuestro tiempo
- 1988, "La construcción social de la identidad moral", Laguna, Nº 2, Universidad de La Laguna.
- 1992, "Identidad étnica, identidad humana y solidaridad", Laguna, Nº II, Universidad de La Laguna
- 1993/94, "Identidad, diferencia y comunidad", Laguna, Nº II, Universidad de La Laguna
- 1996, "Postmodernismo y postcolonialismo: dos pistas canadienses", en la Revista La Página, Nº 19 (Año VII, 1), La Laguna
- 1997a, "La cara sur de la modernidad. Una mirada postcolonialista", Nota sobre el libro de E. Dussel, The Underside of Modernity (Apel, Ricoeur, Rorty, Taylor and the Philosophy of Liberation), New Jersey, Humanities Press, 1996, en Laguna, Nº III, Universidad de La Laguna
- 1997b, "Extranjería y supervivencia", Claves de la Razón Práctica, Nº Madrid
- 1997c, "El perfil incierto de la ética postmoderna", en A. Hardisson, ed., Ética y modernidad, Cuadernos del Ateneo de La Laguna
- 1998, "La construcción neorracista del otro", Leviatán (Revista de hechos e ideas), II Época, N.º 73 (otoño), Madrid
- 2000a, "Política del universal y derechos humanos", en J. Rubio Carracedo, J.M. Rosales y M. Toscano, eds., Retos pendientes en ética y filosofía política, Nº Extraordinario de la Revista Contrastes, Universidad de Málaga
- 2000b, "Emigración y neorracismo. El otro como símbolo del mal", Laguna, Nº Universidad de La Laguna
- 2001a, "De Ermua a Fuerteventura pasando por El Ejido y Gibraltar. Ensayo de cronotopía intelectual", Laguna, N.º 8 (enero), Universidad de La Laguna
- 2001b, "Después de la certeza (Ética y valores postmodernos)", en L. Santana Vega, ed., Trabajo, educación y cultura. Un enfoque interdisciplinar, Madrid, Edit. Pirámide
- 2002a, "Humanismo Hoy", Revista Cuadernos del Ateneo de La Laguna, Nº La Laguna
- 2002b "Política del Universal y derechos humanos", en J. Rubio Carracedo, J. MN. Rosales y M. Toscano, eds., Retos pendientes en ética y política, Madrid, Edit. Trotta
- 2002c, "Reconocimiento", artículo en J. Conill, coord., Glosario para una soiciedad intercultural, Valencia, Bancaja
- 2003, "Multiculturalismo y neorracismo. De Sartori a Taylor (y vuelta)", en J.M. Rosales, ed., La emigración: una perspectiva comparada.

Artículos sobre la ética de Emmanuel Levinas
- 1988, "La ética de la alteridad en la escena contemporánea. Notas sobre E. Levinas", Anales de la Cátedra Francisco Suárez, Nº 28, Universidad de Granada
- 1989, "La construcción de la alteridad en Kant y Levinas", en J. Muguerza y R. Rodríguez Aramayo, eds., Kant después de Kant, Madrid, Tecnos
- 1993, "Alteridad, discurso, ética", en M. Cruz, ed., Individuo, modernidad e historia, Madrid, Edit. Tecnos
- 1994, "Levinas y la reconstrucción de la racionalidad práctica", en G.G. Arnáiz, ed., Ética y subjetividad. Lecturas de Levinas, Madrid, Complutense
- 1995/96, "A partir de Levinas. Ultraperiferia y exterioridad de tradiciones", Laguna, Nº 3, Universidad de La Laguna
- 1996, "Extranjería y alteridad", Contrastes, Vol. I, Universidad de Málaga.
- 1999, "Universalismo y alteridad", en el vol., Los Universalismos, Nº Extraordinario de la Revista Laguna, Universidad de La Laguna.
- 2003, "Ética contra la ética: (derechos humanos y derechos de los otros)", en M. Barroso, ed., Un libro de Huellas: aproximaciones al pensamiento de Emmanuel Levinas, Barcelona, Anthropos.

Artículos sobre pragmatismo, neopragmatismo y pragmática
- 1989, "El pragmatismo americano", en V. Camps, ed., Historia de la ética, 3 Vls., Barcelona, Crítica.
- 1991, "Richard Rorty y la filosofía post-analítica: entre pragmatismo y hermenéuticaHYPERLINK "libro3.htm"", Introducción a R. Rorty, El giro lingüístico, Barcelona, Paidos.
- 1992a, "La idea de comunidad. Resistencia histórica y despliegue pragmático", en AA.VV. Comunidad y utopía, Barcelona, Laertes
- 1992b. "Lenguaje y acción en el segundo Wittgenstein. Desde un punto de vista pragmático", Daimon, Nº... Murcia.
- 1992c, "Ética y poética. Desde un punto de vista pragmático", en A. Mollá, ed., Estética y ética en la modernidad, Barcelona, Laertes.
- 1993, "Filosofía y democracia", Entrevista con R. Rorty, en Claves de la Razón Práctica, n.º 21.
- 1993/94, "Cambio de metáforas", reseña del libro de R. J. Bernstein, The New Constellation, The Ethical. Political Horizons of Modernity-Postmodernity, Cambridge, The MIT Press, 1992, en Laguna, Nº 2, Universidad de La Laguna.
- 2000, "Rorty y el pragmatismo", en Doxa (Cuadernos de Filosofía del Derecho), Nº 23, Universidad de Alicante.
- 2001, "Pragmatismo y neopragmatismo (A partir de Richard Rorty)", en Un Siglo de Filosofía, en Daimon (Revista de Filosofía), N.º 21 (enero-abril).
- 2002a, "Charles Sanders Peirce y la reconstrucción contemporánea de la razón", en J.L. Villacañas, ed,. Enciclopedia hispanoamericana de Filosofía, Vol. 20, Madrid, Trotta.
- 2002b, "Introducción" a la versión cast. de fragmentos de la obra de John Dewey, The Public and Its Problems, Valencia, Edit. Marfil.

Artículos sobre ética ecológica y bioética
- 1999, "La clonación humana. Utopía y ética", en A. Hardisson, ed., Utopía, modernidad y ciencia, La Laguna, Cuadernos del Ateneo de La Laguna
- 2002, "Eugen-ética. El pefeccionamniento científico de la vida humana", en J.M. Cozar, ed., Tecnología, civilización y barbarie, Barcelona, Anthropos
- 2003, "La vida embrionaria y la teoría ética", en AA.VV. La clonación no reprtoductiva y las células embrionarias, La Laguna, Secretariado de Publicaciones de la Universidad.